# Юнкера (телесериал)
«Юнкера́» — российский исторический многосерийный телевизионный художественный фильм по мотивам произведений А. И. Куприна.

## Сюжет
В основе сценария — роман «Юнкера», повести «Поединок», «На переломе» («Кадеты»), многие рассказы писателя и эпизоды его биографии. В сценарии использованы также документы военной истории России и воспоминания последних юнкеров — выпускников юнкерских училищ 1917 года. Время действия фильма: 1907—1913 годы.
Авторами фильма введён новый персонаж, отсутствовавший у Куприна — боевой офицер, штабс-капитан Буланин. Он отправляется в Петербург, где сдаёт экзамены в Академию Генерального штаба. Но за участие в хулиганской выходке вместе со случайно встреченными на вокзале однокашниками по юнкерскому училищу Буланин лишён права поступления в Академию в течение пяти лет. Генерал Анчутин, начальник юнкерского училища, предлагает ему стать воспитателем юнкеров.

## В ролях
- Анатолий Просалов — подпоручик Ромашов (дебют в кино)
- Илья Иосифов — юнкер Александров (дебют в кино)
- Игорь Черницкий — штабс-капитан Буланин, «Дрозд»
- Алёна Бабенко — Шурочка
- Николай Романов — капитан Белов
- Светлана Крючкова — мать Александрова
- Ольга Арнтгольц — Аня, жена капитана Белова
- Лариса Лужина — Лидия Васильевна, сестра генерала Анчутина
- Александр Михайлов — генерал, командир корпуса
- Богдан Ступка — полковник Шульгович
- Георгий Штиль — подполковник Лех
- Андрей Харитонов — Назанский
- Юрий Назаров — швейцар Порфирий
- Владимир Гостюхин — капитан Слива
- Игорь Павлов — капитан Петерсон
- Евгения Дмитриева — Раиса Петерсон
- Елизавета Боярская — Верочка
- Юрий Черницкий — генерал Анчутин
- Мария Луговая — Зина
- Захар Хунгуреев — Гайнан
- Михаил Пахоменко — поэт Миртов
- Дмитрий Муляр — подпоручик Михин
- Юрий Грубник — капитан Тальман
- Александр Песков — полковник Артабалевский, «Берди-Паша»
- Владимир Овчаров — Николаев
- Владимир Жеребцов — подпоручик Лбов
- Андрей Седов — поручик Яблукинский
- Кирилл Полухин — Михлёв

## О съемках и премьере
Съемки фильма проходили в Санкт-Петербурге, Гатчине и Пушкине (Царском Селе). Три экспедиции: июль — сентябрь 2005 года, февраль и май 2006 года.
23 февраля 2009 года в Большом зале московского Дома кино состоялась премьера полнометражного художественного фильма «Юнкера» (смонтирован из 6—12 серии телесериала).
18 февраля 2012 года в Большом зале московского Дома кино состоялась премьера полнометражного художественного фильма «Подпоручикъ Ромашовъ» (смонтирован из 1—5 серии телесериала).

## Призы и награды
- 2007 — главный приз X Евразийского телефорума «Общество. Нравственность. Телевидение», собравшего свыше двухсот телерадиокомпаний из двадцати стран мира[4].
- 2009 — IV кинофестиваль исторических фильмов «Вече» — Главный приз[5]